# ハヤブサ (2代目)
ハヤブサは、日本の男性覆面プロレスラー。
FMWに所属した故・江崎 英治（1968年11月29日 - 2016年3月3日）が扮するハヤブサの「復活」を謳っている。
なお、本人は2代目や新生といった呼称を付けないハヤブサであるとしているが、江崎との区別のため本項目は2代目と呼称する。

## 経歴
2025年1月7日、ZERO1より「4月27日両国国技館で開催されるルチャフェススペシャルで、田中将斗とハヤブサが試合を行うと工藤めぐみGMが発表」と告知される。4月27日、田中を相手に試合開始前の奇襲からガウンを纏ったままトペ・コン・ヒーロを放ち、かつて江崎が1994年開催のスーパーJカップで獣神サンダー・ライガー相手に見せた奇襲を再現して見せ、ファイヤーバード・スプラッシュで勝利を挙げた。また試合後、広報を通じて江崎の決めゼリフだった「お楽しみはこれからだ!」とのコメントを残した。
5月7日、ZERO1富士通スタジアム川崎大会に出場。かつて江崎とともに全日本プロレスなどのリングに上がった新崎人生がパートナー、対戦相手に江崎の最後の対戦相手となったマンモス佐々木が名を連ね、最後はハヤブサが田中をHサンダーで降す。試合後には初めて肉声でアピールを行った。
同年6月より開催されるZERO1の火祭り2025に出場。負けなしで決勝戦まで勝ち上がり、決勝ではクリス・ヴァイス相手にフェニックス・スプラッシュを決めて優勝した。
同年7月7日付けでZERO1に所属。

## 人物
素性は一切明かされていない。ZERO1の神尊仁社長は「ハヤブサへの強いリスペクトがあってプロレスを志した、一人のプロレスファンからプロレスラーになった青年」とだけ明かしている。

## タイトル歴
ZERO1
- 火祭り優勝（2025年）